# Tafelberg (Suriname)
Il Tafelberg (1.026 m) è un monte del Suriname del Massiccio della Guiana.